# Чень Чжаося
Чень Чжаося (25 квітня 1975) — китайська хокеїстка на траві.
Срібна призерка Олімпійських Ігор 2008 року, учасниця 2000, 2004 років.
Переможниця Азійських ігор 2002, 2006 років, бронзова призерка 1998 року.
Срібна призерка Трофею чемпіонів 2003 року.
Бронзова призерка Чемпіонату Азії 2007 року.